# Moraea sisyrinchium
Moraea sisyrinchium o lirio es una especie perteneciente a la familia de las iridáceas. Es originaria de la región del Mediterráneo hasta el Himalaya. Se usa ocasionalmente como planta ornamental, cultivada.

## Descripción
Es común en el sureste de la península ibérica caracterizada por un porte herbáceo, bulboso, perenne; con hojas basales, lineares, flexuosas, más largas que el tallo; las flores se encuentran agrupadas en cimas, son de color azulado, muy lábiles, con los tépalos externos presentando una mancha amarilla o blanca, y los internos lanceolados, azules, erectos; los frutos en cápsula.

## Hábitat
Habita en prados, pastizales y roquedos.

## Sinonimia
- Iris sisyrinchium L., Sp. Pl.: 40 (1753).
- Gynandriris sisyrinchium (L.) Parl., Nuov. Gen. Sp. Monocot.: 52 (1854).
- Xiphion sisyrinchium (L.) Baker, J. Bot. 9: 42 (1871).
- Helixyra sisyrinchium (L.) N.E.Br., Trans. Roy. Soc. South Africa 17: 349 (1929).
- Iris collina Salisb., Prodr. Stirp. Chap. Allerton: 45 (1796).
- Iris fugax Ten., Fl. Napol. 1: 15 (1811).
- Diaphane edulis Salisb., Trans. Hort. Soc. London 1: 304 (1812).
- Iris syrtica Viv., Fl. Libyc. Spec.: 3 (1824).
- Moraea tenoreana Sweet, Brit. Fl. Gard. 2: t. 110 (1825).
- Iris sisyrinchium var. major Cambess., Mém. Mus. Hist. Nat. 14: 314 (1827).
- Iris sisyrinchium var. minor Cambess., Mém. Mus. Hist. Nat. 14: 314 (1827).
- Iris aegyptia Delile in L.Laborde, Voy. Arabie Petrée: 82 (1830).
- Iris involuta Garzia, Effem. Sci. Lett. Sicilia 1834: 286 (1834).
- Iris zelantea Parl., Nuov. Gen. Sp. Monocot.: 53 (1854).
- Sisyrinchium majus R.M.Redhead, J. Linn. Soc., Bot. 9: 209 (1867).
- Iris samaritanii Heldr., Atti Congr. Int. Bot. Firenze 1874: 234 (1876).
- Evansia syrtica (Viv.) Klatt, Abh. Naturf. Ges. Halle 15: 373 (1882).
- Iris maricoides Regel, Trudy Imp. S.-Peterburgsk. Bot. Sada 8: 676 (1884).
- Moraea sicula Tod., Index Seminum (PAL) 1887: 37 (1887).
- Iris sisyrinchium subsp. fugax (Ten.) K.Richt., Pl. Eur. 1: 259 (1890).
- Gynandriris littorea Jord. in C.T.A.Jordan & J.P.Fourreau, Icon. Fl. Eur. 2: 27 (1903).
- Gynandriris numidica Jord. in C.T.A.Jordan & J.P.Fourreau, Icon. Fl. Eur. 2: 27 (1903).
- Iris maculata Tod. ex Lojac., Fl. Sicul. 3: 73 (1909), nom. illeg.
- Iris sisyrinchium var. syrtica (Viv.) E.A.Durand & Barratte, Fl. Libyc. Prodr.: 223 (1910).
- Iris libyca Mattei, Boll. Stud. Inform. Reale Giardino Colon. 3: 93 (1916).
- Iris sisyrinchium var. purpurea Braun-Blanq. & Maire, Mém. Soc. Sci. Nat. Maroc 8: 176 (1924).
- Iris sisyrinchium var. marmarica Pamp., Arch. Bot. (Forlì) 12: 25 (1936).
- Gynandriris maricoides (Regel) Nevski, Trudy Bot. Inst. Akad. Nauk S.S.S.R., Ser. 1, Fl. Sist. Vyssh. Rast. 4: 217 (1937).
- Iris sisyrinchium f. alba Gattef. & Weiller, Bull. Soc. Hist. Nat. Afrique N. 28: 542 (1938).
- Iris sisyrinchium f. rosea Gattef. & Weiller, Bull. Soc. Hist. Nat. Afrique N. 28: 542 (1938).
- Iris sisyrinchium f. violacea Gattef. & Weiller, Bull. Soc. Hist. Nat. Afrique N. 28: 542 (1938).
- Iris sisyrinchium f. caerulea Maire & Weiller, Fl. Afrique N. 6: 168 (1959).
- Iris sisyrinchium f. purpureoviolacea Maire & Weiller, Fl. Afrique N. 6: 167 (1959), nom. inval.
- Iris todaroana Cif. & Giacom. ex S.Pignatti, Giorn. Bot. Ital. 113: 367 (1979 publ. 1980).[1]

## Nombre común
- Castellano: ajo porro, espada blanca, lirio, lirio azul, lirio de Puente Suazo, lirio francés, lirio-masusa, macuca, masusa, mazuáa, mazuca, patita de burro.[2]

## Galería

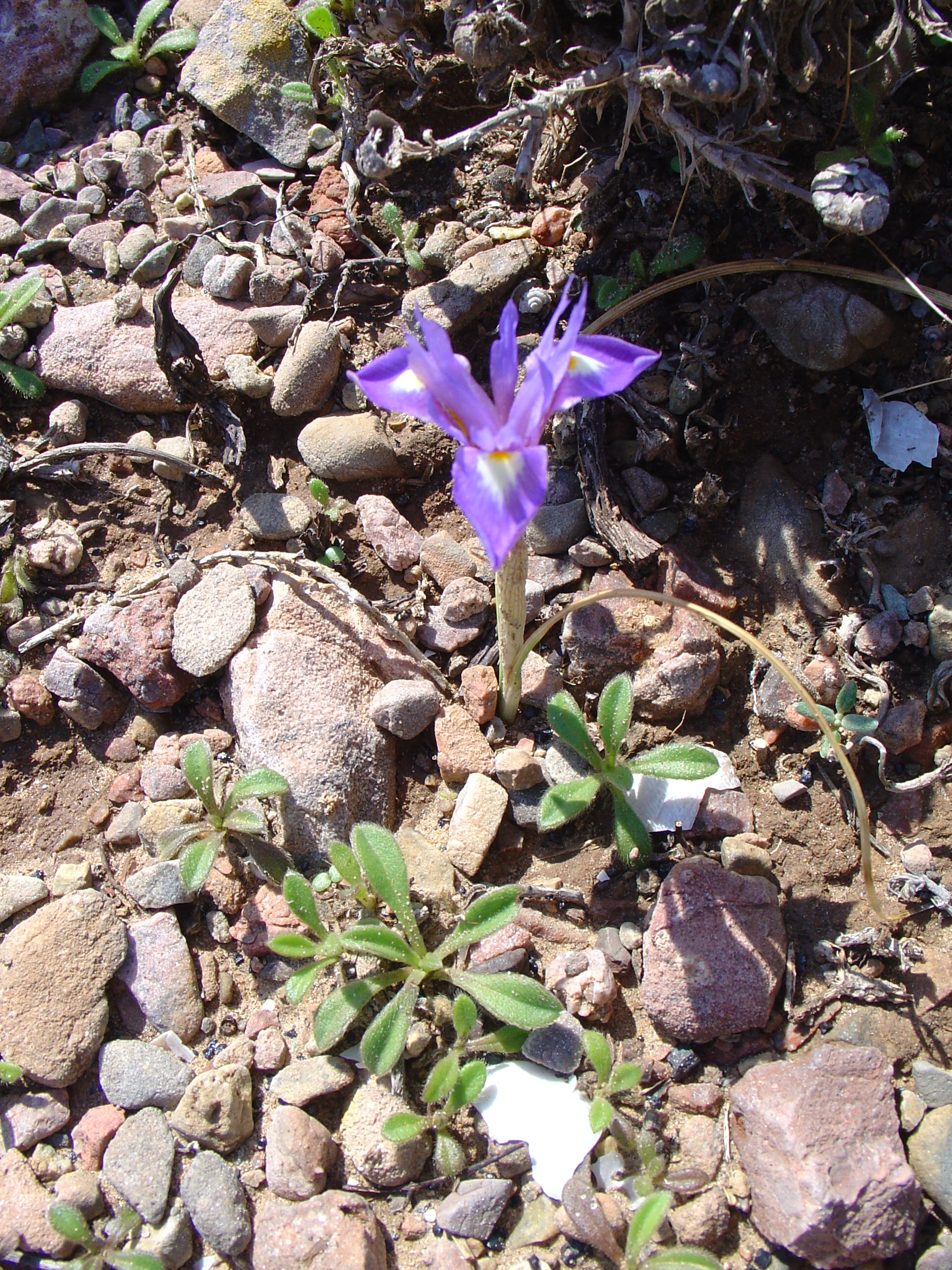
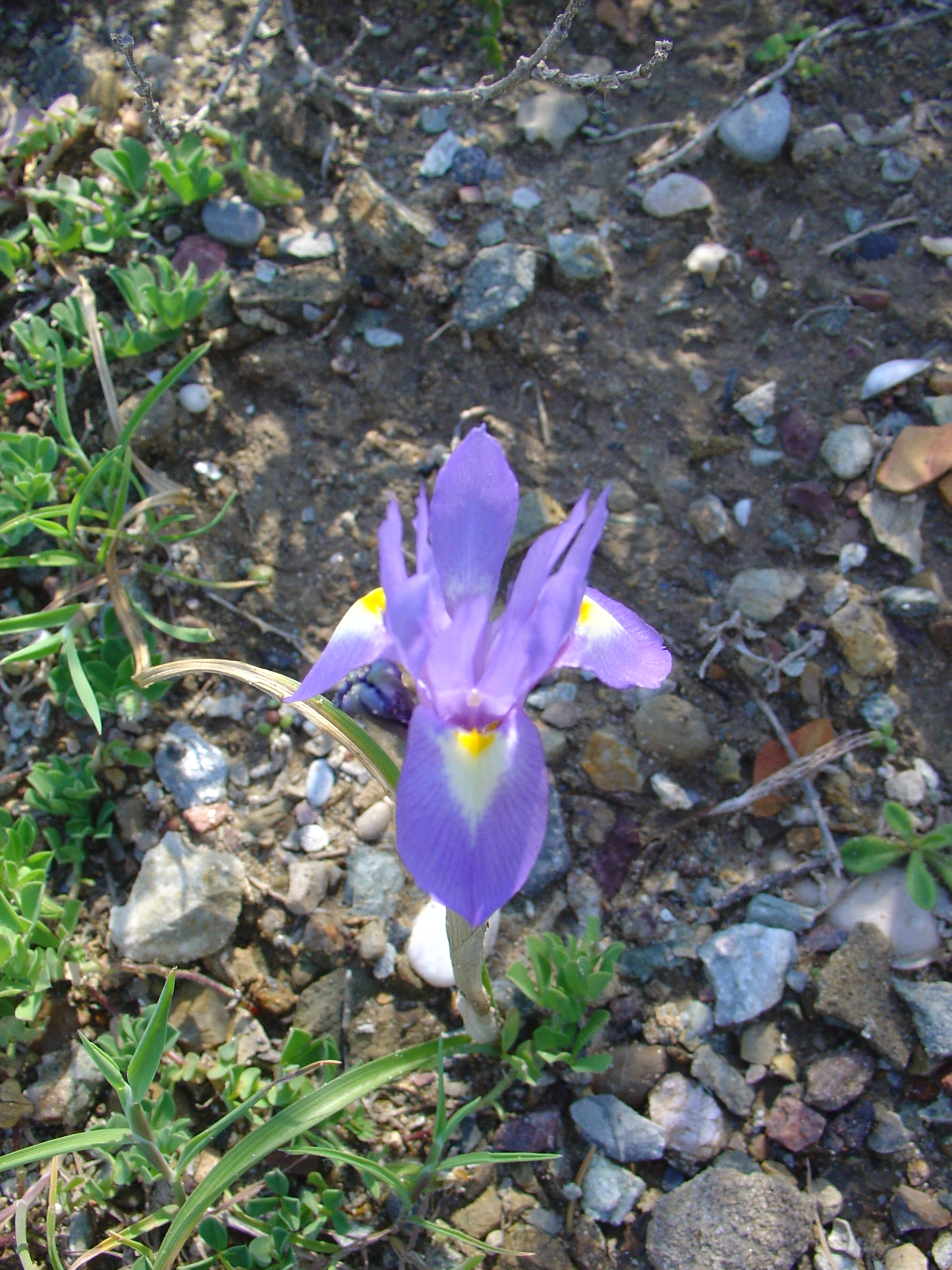
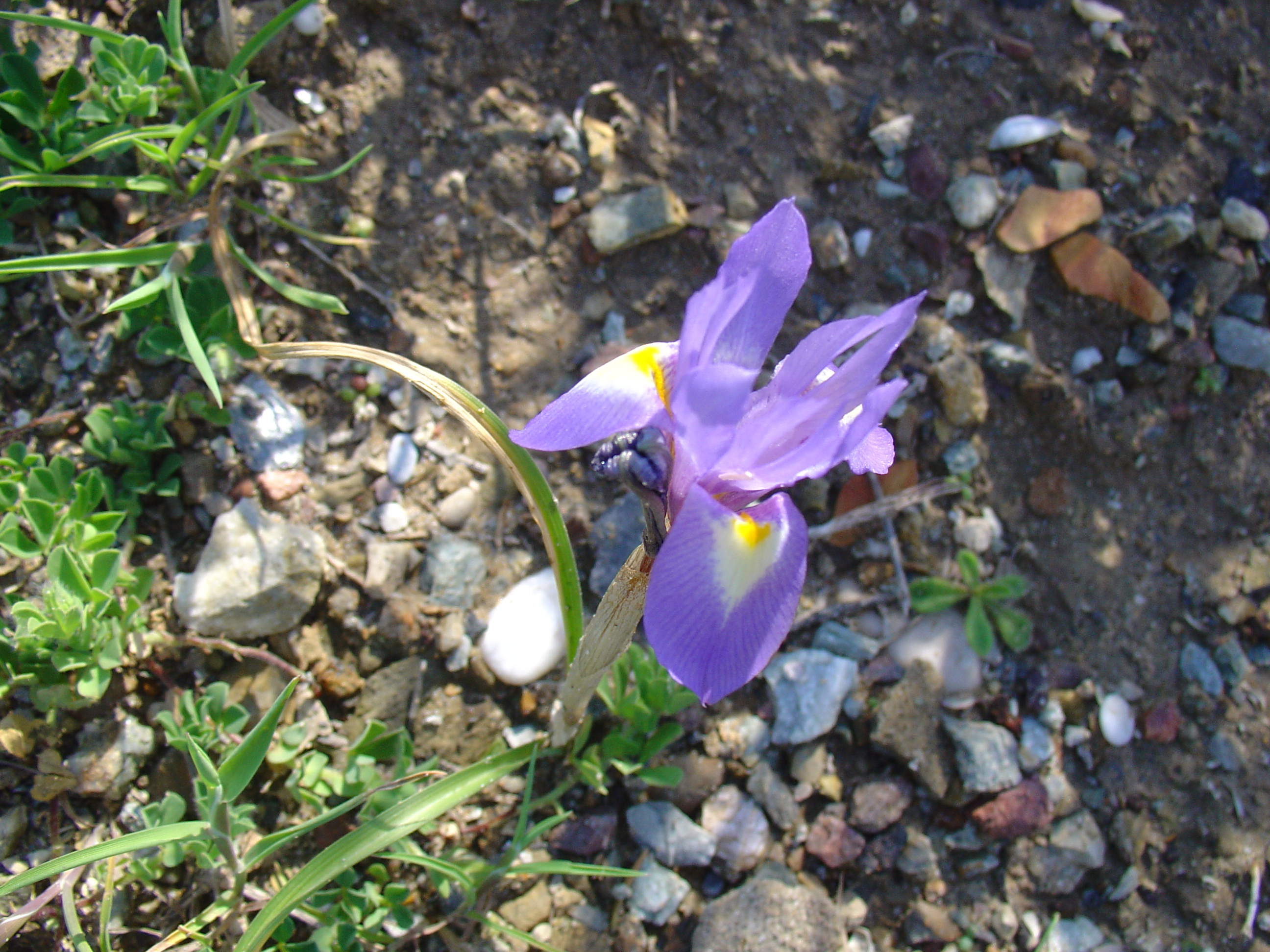